# Nyctemera amica
Nyctemera amica är en fjärilsart som beskrevs av Edward Meyrick 1886. Nyctemera amica ingår i släktet Nyctemera och familjen björnspinnare. Inga underarter finns listade i Catalogue of Life.

## Bildgalleri

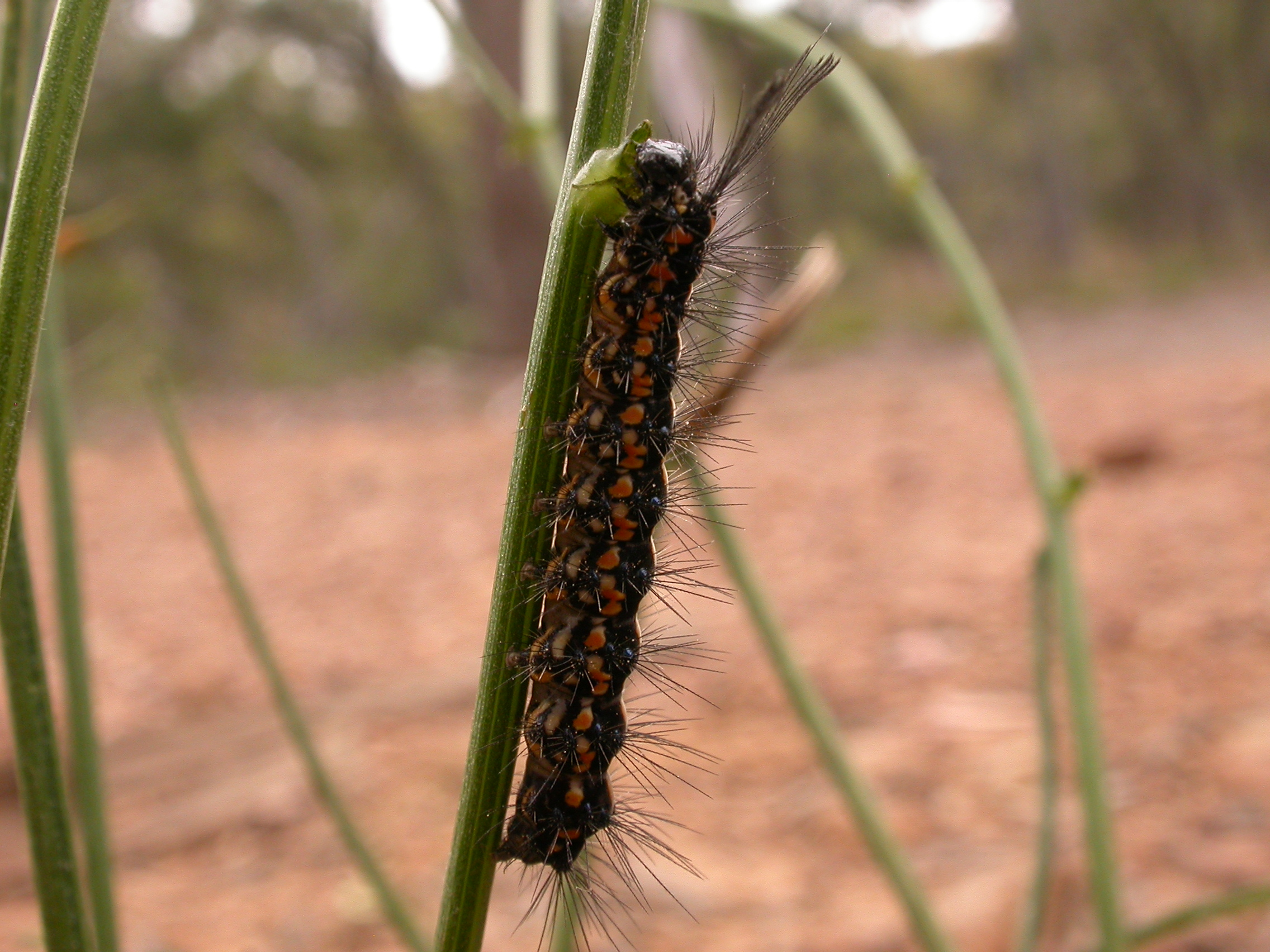
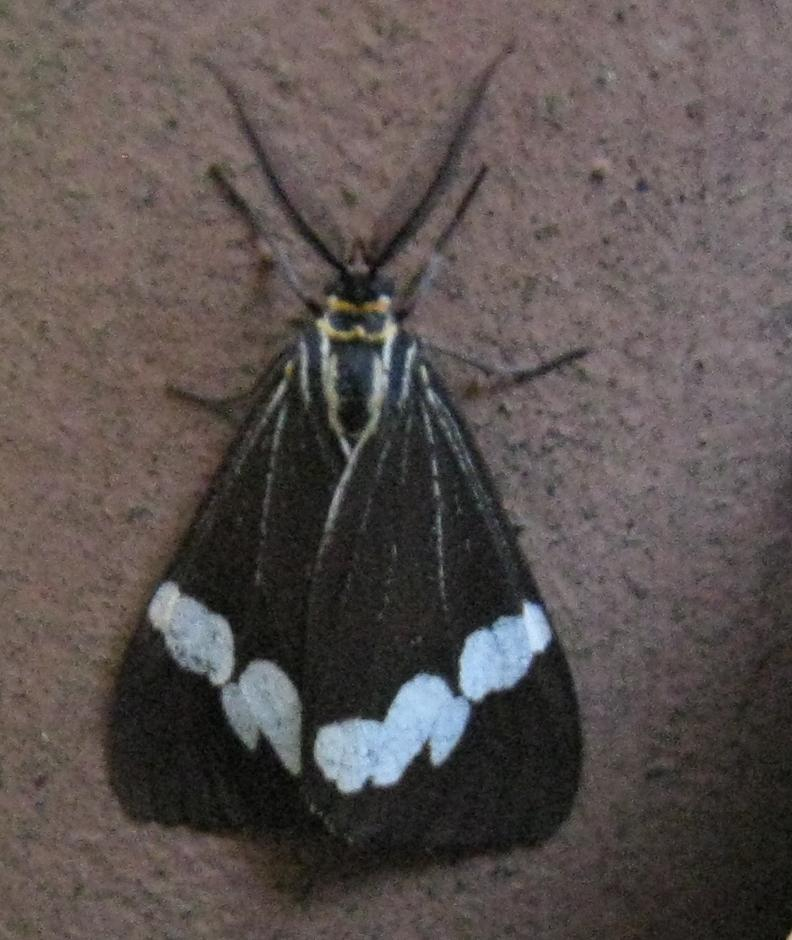